# Anil Devgan
Anil Devgan est un réalisateur indien de films de Bollywood, né le 14 juin 1949 à Bombay et mort le 5 octobre 2020 dans la même ville.

## Biographie
Anil Devgan est le fils du producteur Veeru Devgan, le frère de l’acteur Ajay Devgan et le beau-frère de l’actrice Kajol.

## Filmographie
Réalisateur
- Raju Chacha   (2000)
- Blackmail (en) (2005)
- Haal-e-dil   (2008)

Dans Raju Chacha et Blackmail (en), il dirige son frère.
Assistant réalisateur
- Jeet (1996)
- Jaan (1996)
- Itihaas (1997)
- Pyaar To Hona Hi Tha (1998)